# Галерея дерев'яної скульптури Георгія Короткова

Георгій Коротков

Галерея дерев'яної скульптури Георгія Короткова — музей творчості відомого маріупольського майстра різьблення по дереву Георгія Короткова.

## Історія створення
Музей було започатковано в 1997 році в будинку, де жив майстер різьблення Георгій Йосипович Коротков. Уродженець Маріуполя пробував свої сили у різних напрямках: карбування, камінь, живопис, проте перевагу надав різьбленню по дереву. З 70-х років зайнявся виключно цим, створював барельєфи та скульптури. У 2010 році галерея дерев'яної скульптури перемістилась до корпусу Приазовського державного технічного університету за адресою: вулиця Італійська, 115, м. Маріуполь.

## Опис
У галереї, що працює на базі Приазовського державного технічного університету, зібрано 70 творів. Всі вони виконані з монолітних шматків дерева. Переважно роботи присвячені історичним та релігійним темам. Там знаходиться чотири барельєфи:
- «Великий шлях греків у Приазов'я».
- «Таємна вечеря»
- «Куликовська битва».
- «Покладання у гроб Христа».

Також в музеї є шість скульптур: Скульптури князя Ігоря, Олександра Невського, Олександра Пушкіна, Сергія Радонежського, Георгія Побідоносця.
Одна з найвідоміших робіт — барельєф «Великий шлях греків у Приазов'ї» — створювалася сім років, на відкритті барельєфу був консул Греції в Україні Василіос Сімантаркіс. Саме за цю роботу автор був відзначений медаллю Митрополита Ігнатія та нагороджений грамотою греків Приазов'я.

## Відзнаки
- Медаль митрополита Ігнатія
- Грамота греків Приазов'я